# 吉田璋也
吉田 璋也（よしだ しょうや、1898年1月17日 - 1972年9月13日）は、日本の民藝運動家。医師。鳥取県鳥取市出身。
医学生時代より交流のあった柳宗悦の民藝運動に共感して活動。柳宗悦が見出した民藝の美を日常の生活の中に取り入れるため、1931年（昭和6年）新たな民藝品を作り出す活動を開始した。工種は陶芸・木工・家具・竹工・漆工・染織・金工・石工・和紙・建築等に及び、このような運動は全国各地でも起こりのちに新作民藝運動と呼ばれることになる。吉田は「民藝のプロデューサー」を自認し、「たくみ工芸店」（鳥取・東京）を開き民藝の普及に大きな足跡を残した。新作民藝のプロデューサーとして、企画・デザイン・生産・流通に関わり、また自らも多くのデザインを残しており、衣食住に渡る幅広いデザイナーとしての業績も大きい。

## 来歴

### 誕生・教育
1898年（明治31年）、鳥取市立川町にて生まれる。父吉田久治（医師）母伴代。吉田一郎と命名。1917年（大正6年）、新潟医学専門学校（現新潟大学医学部）入学。1919年（大正8年）、『攻瑶会雑誌』の編集委員となり式場隆三郎（垣沼）と親交を持つ。式場らとアダム社を設立し雑誌『アダム』を発行。表紙は岸田劉生など。1920年（大正9年）、白樺派の運動に共鳴し「新しき村新潟支部」を設立。9～10月頃、千葉県我孫子に柳宗悦を式場隆三郎らと共に訪ねる。柳の勧めではバーナード・リーチ作のエッチング「天壇」を入手。1921年（大正10年）、結婚し1923年（大正12年）に「璋也」（しょうや）と改名。1924年（大正13年）、京都帝国大学医学部研修科耳鼻咽喉科医員となる。柳の紹介で河井寛次郎と会う。1925年（大正14年）、倉敷紡績（株）倉紡中央病院耳鼻科医員。1927年（昭和2年）、京都帝国大学より医学博士号を受ける。1929年（昭和4年）この頃、奈良市福智院町の武家屋敷（現重要文化財今西家書院）に住む。柳宗悦・河井寛次郎・志賀直哉らと親交を持つ。

### 民藝活動
1930年（昭和5年）12月に鳥取に帰る。翌年（昭和6年）1月に鳥取市本町に耳鼻咽喉科医院を開業。牛ノ戸焼を訪問し、「その伝統的技法で現代の生活に用いる食器をデザイン」との思いを持ち、新作民藝の試作に取り組むよう促し、柳宗悦も立会い5月11日に第1回窯出しが行われた。7月「鳥取民藝會」を設立。陶芸・木工・金工・染織など多岐に渡り工芸品を試作。民藝のプロデューサーの資格として「自らデザインする力」を上げており、新作民藝運動を起こす。10月『工藝』第10号「山陰の新作特集」。1932年（昭和7年）6月に「鳥取民藝振興會」を設立。鳥取市若桜街道に日本で最初の民藝専門店「たくみ工藝店」を開店。1933年（昭和8年）、東京西銀座に「たくみ工藝店東京支店」を開店。現在の「銀座たくみ」。1938年（昭和13年）、軍医として応召。中国北方に従軍し中国の工芸の研究を始める。1940年（昭和15年）『有輪担架』（牧野書店）刊行。中国石家荘で現地応召解除。一時帰国の後再び中国に渡り工芸を指導。
1941年（昭和16年）、厚民工芸を提唱し北京で新作民藝運動を拡大。1943年（昭和18年）、北京で「華北生活工藝店」開店。1945年（昭和20年）、敗戦で北京より京都に引き揚げる。この頃、吉田の指導により京都十二段家西垣光温が「牛肉の水炊き料理」（のち三宅忠一が「しゃぶしゃぶ」」と命名）の提供を始める。1947年（昭和22年）、また鳥取に帰る。1948年（昭和23年）に吉田医院を再び開業（鳥取市瓦町）。翌年（昭和24年）、「鳥取民藝協団」組織し「鳥取民藝協会」を設立（再発足）。「鳥取民藝館」も開設（翌年鳥取民藝美術館と改称）し戦後の鳥取における民芸運動の体制を確立した。

### 戦後・晩年
1950年（昭和25年）、柳宗悦『妙好人因幡の源左』を刊行し鳥取民藝美術館新館も開館（木造、後にたくみ工芸店となる。）。1952年（昭和27年）、鳥取大火にて医院を焼失し再建する（旧吉田医院・吉田璋也家住宅主屋など計5件を、2021年の国登録有形文化財（建造物）に登録）。1954年（昭和29年）、川上貞夫らと「鳥取文化財協会」を設立し理事に就任。地域にある自然・歴史などの貴重な文化財の保存運動を起した。鳥取城跡（史跡）鳥取砂丘で国指定文化財（天然記念物）を申請。1955年（昭和30年）、『民芸36号』「鳥取民芸協団と私」で自らの立場を「民芸のプロデューサー」と位置付ける。1957年（昭和32年）、耐火構造の「鳥取民藝美術館」改築（昭和36年増築、2012年国登録有形文化財）。1958年（昭和33年）、『民藝61号』「新作民芸品監督生産者」で民芸のプロデューサー論を展開。翌年（昭和34年）「童子地蔵堂」を開く。
1961年（昭和36年）、「童子地蔵堂」八角ブロック造に改築。1962年（昭和37年）、「財団法人鳥取民芸美術舘」を設立し博物館登録と同時に、「たくみ割烹店」（「生活的美術館」と称す）も開店。1964年（昭和39年）、湖山池湖畔に鳥取民藝美術館別館「湖山池阿弥陀堂」（2017年国登録有形文化財）を建てる。1965年（昭和40年）、仁風閣を国の重要文化財とすべく運動。1966年（昭和41年）、『民芸運動私見』刊行し1969年（昭和44年）に『民芸入門』（保育社）を刊行。1970年（昭和45年）、妻が亡くなり耳鼻咽喉科医院を廃業。1972年（昭和47年）9月13日に逝去し、享年74歳。1974年（昭和49年）、鳥取市名誉市民の称号を受く、1981年（昭和56年）に県政功労者表彰も受く。